# Hermann Winkelmann

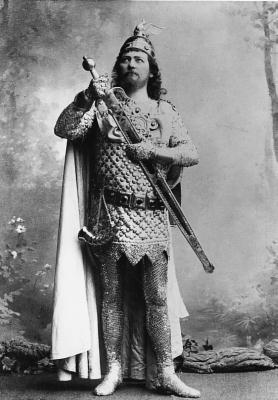
Hermann Winkelmann som Lohengrin, 1895.

Hermann Winkelmann, egentligen Hans Emil Friedrich Winkelmann, född den 8 mars 1849 i Braunschweig, död den 18 januari 1912 i Mauer bei Wien, var en tysk operasångare. Han var son till Christian Ludewig Theodor Winkelmann.

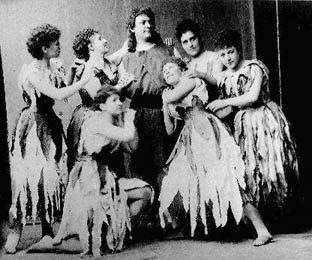
Hermann Winkelmann som Parsifal, 1882.

Winkelmann skulle ursprungligen bli pianofortefabrikant och begav sig därför till Paris för att erhålla utbildning i de franska klaverfabrikerna, men lusten till konsten tog överhanden. Han tog undervisning hos en italiensk sånglärare, fortsatte sina studier hos Koch i Hannover, debuterade 1875 i Sondershausen och var 1883—1906 högt ansedd medlem av Wiens hovopera. Winkelmanns repertoar omfattade alla de stora tenorpartier, och han behärskade såväl fransk och italiensk opera som de stora Wagnerpartierna. År 1882 var han den förste Parsifal i Bayreuth.